# Geocrinia victoriana
A Geocrinia victoriana a kétéltűek (Amphibia) osztályának békák (Anura) rendjébe, a Myobatrachidae családba, azon belül a Geocrinia nembe tartozó faj.

## Előfordulása
Ausztrália endemikus faja. Victoria állam délkeleti sarkában honos, 1500 m-es tengerszint feletti magasságig. Elterjedési területének mérete körülbelül 123 200 km².

## Megjelenése
Közepes termetű békafaj, testhossza elérheti a 35 mm-t. Háta barnásszürke vagy vörösbarna, sötét, sárga, időnként fehér vagy narancssárga foltokkal. Szemei között gyakran sötét vízszintes csík, a szem mögött egy kis sötét csík, a felső ajak mentén pedig sötét foltok találhatók. A hasa fehér, barna foltokkal, a hímek torka sárga színű. Pupillája vízszintes elhelyezkedésű, a szivárványhártya felső fele aranyszínű, alsó fele barna. Ágyékán és az alsó lábszárak hátsó részén néha rózsaszín vagy narancsbarna foltok vannak. Lábain néha sötét vízszintes sávok húzódnak. Ujjai között nincs úszóhártya, ujjai végén nincsenek korongok.

## Életmódja
Nyártól őszig szaporodik. A nőstény 90–160 pigmentált petéjét kis csomókban rakja le a szárazföldön, nedves lombhulladékba vagy növényzet alá, tavak és mocsarak közelében. Az ebihalak testhossza elérheti a 4 cm-t, barna színűek. Gyakran a víztestek alján maradnak, és öt-hat hónapig tart, amíg békává fejlődnek.

## Természetvédelmi helyzete
A vörös lista a nem fenyegetett fajok között tartja nyilván. Viszonylagosan nagy méretű populációi stabilak, több védett területen is megtalálható.